# Genezareth
Genezareth, ook wel de Kloosterpoldermolen genoemd, is een poldermolen in de buurt van het Friese dorp Hallum, dat in de Nederlandse gemeente Noardeast-Fryslân ligt.

## Beschrijving
Genezareth, een maalvaardige grondzeiler, staat ongeveer drie kilometer ten zuidoosten van Hallum aan de Hallumertrekvaart. Hij werd in 1850 gebouwd voor de bemaling van de polder Genezareth, die ook de Kloostermolenpolder wordt genoemd. In 1976 werd de molen eigendom van de Stichting De Fryske Mole. Hij werd in 2006 door het Wetterskip Fryslân aangewezen als reservegemaal in geval van wateroverlast. Genezareth is op afspraak te bezichtigen.